# Вервац-Портолац (Долина Аосте)
Вервац-Портолац је насеље у Италији у округу Долина Аосте, региону Долина Аосте.
Према процени из 2011. у насељу је живело 7 становника. Насеље се налази на надморској висини од 778 м.